# 三田屋喜八
三田屋 喜八（みたや きはち、生没年不詳）とは江戸時代の地本問屋。

## 来歴
山田屋、栄川堂とも号す。明和から嘉永年間に四谷区御門外麹町12丁目与兵衛店、大伝馬町で版元を営業している。なお、安政元年には四谷竹町で営業していた。歌川国芳、歌川広重の張交絵、鹿米の錦絵などを出版している。
明治にいたって三田善三郎の代となり、三善と号す。

## 作品
- 歌川国芳 『張交絵』
- 歌川広重 『張交浄瑠璃鏡』
- 鹿米 『虎』、『猿』